# Alt-Tab
Alt+Tab(알트탭)은 윈도우 3.0 이후로 마이크로소프트 윈도우에서 실행되는 단축키의 일반적인 이름이다.
이 바로가기 키는 마우스를 사용하지 않고 애플리케이션 수준의 창 간 전환을 수행하며, 그러므로 작업 전환기(태스크 스위처, task switcher)라고도 부른다.(윈도우 비스타에서는 플립/Flip)
Alt+Tab ↹의 가장 일반적인 용도는 전체 크기의 창과 바탕 화면 간의 전환으로 짐작되지만 응용 프로그램 수준의 창을 가진 실행 중인 프로그램으로의 전환에 사용될 수도 있다. 그러므로 2개의 최근 작업 간의 전환을 위해 사용할 수 있다. 창 환경은 최상위 창(작업)의 Z-order 목록을 관리하며, 마지막으로 사용한 작업을 전면에, 아래에는 바탕 화면으로 둠으로써 최근에 사용한 작업이 가장 빠르게 전환될 수 있다.
Alt+Tab ↹ 자판 조합은 macOS, iOS (⌘ Cmd+Tab ↹), KDE, Xfce, 그놈 등의 다른 운영 체제와 데스크톱 환경에도 통합되어 있다.

## 역사
창 간 전환을 위한 Alt+Tab ↹ 키 조합은 윈도우 1.0 이후의 모든 버전의 윈도우에 존재해왔다. 그러나 윈도우 3.1이 등장하기 전까지 창 간 전환 시 사용 가능한 창 목록을 시각적으로 표시하는 부분은 없었으며, 이 기능이 등장했을 당시 디스플레이 제어판 애플릿에 고속 Alt+TAB 전환 체크상자로 도입되었으며 내부적으로 쿨스위치(CoolSwitch)라는 이름을 사용하였다.
쿨스위치 이전에 Alt+Tab ↹ 조합은 Alt+Esc(이 또한 창을 전환했음)와 비슷하였으나 Alt+Esc는 각 키 입력에 즉시 개별 창을 다시 그린 반면 Alt+Tab ↹은 창을 최상위로 이동시켰으나 Alt 키가 해제되기 전까지 이것들을 다시 그리지는 않았다.

## 사진

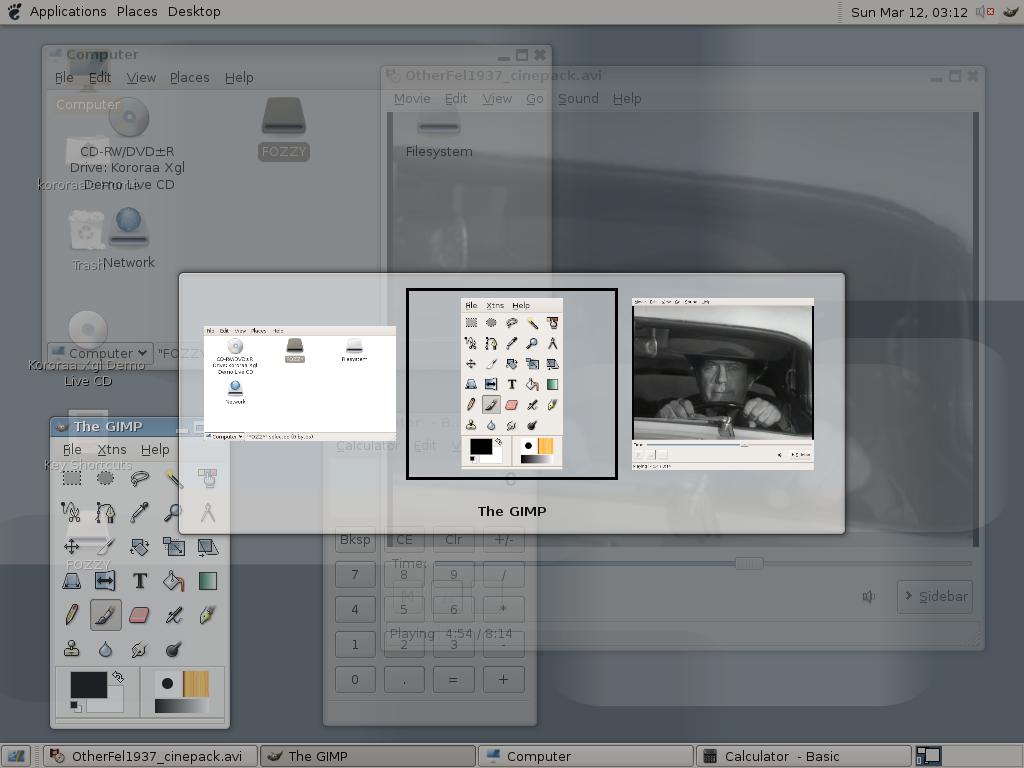
컴피즈
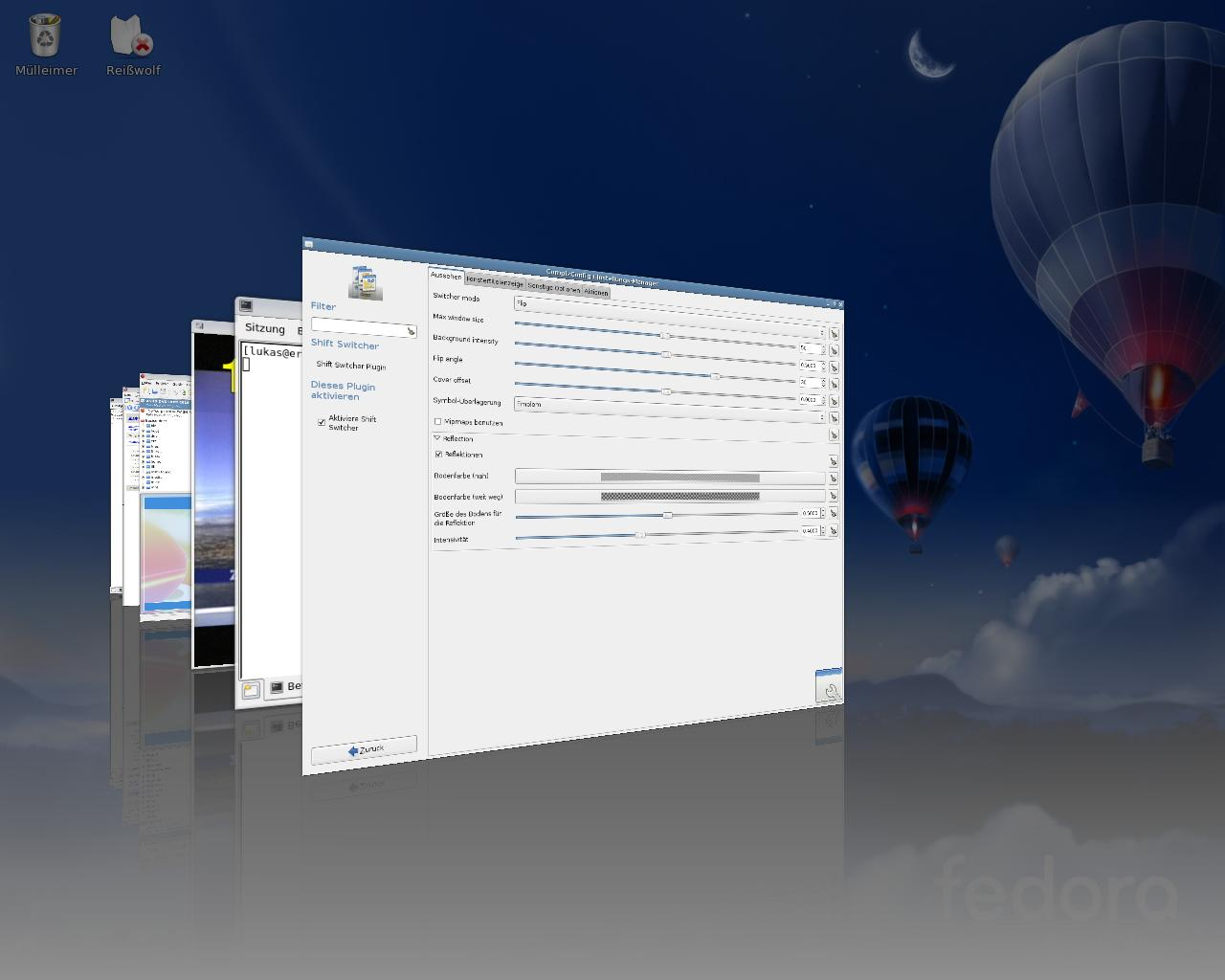
컴피즈 (플립 스위처)
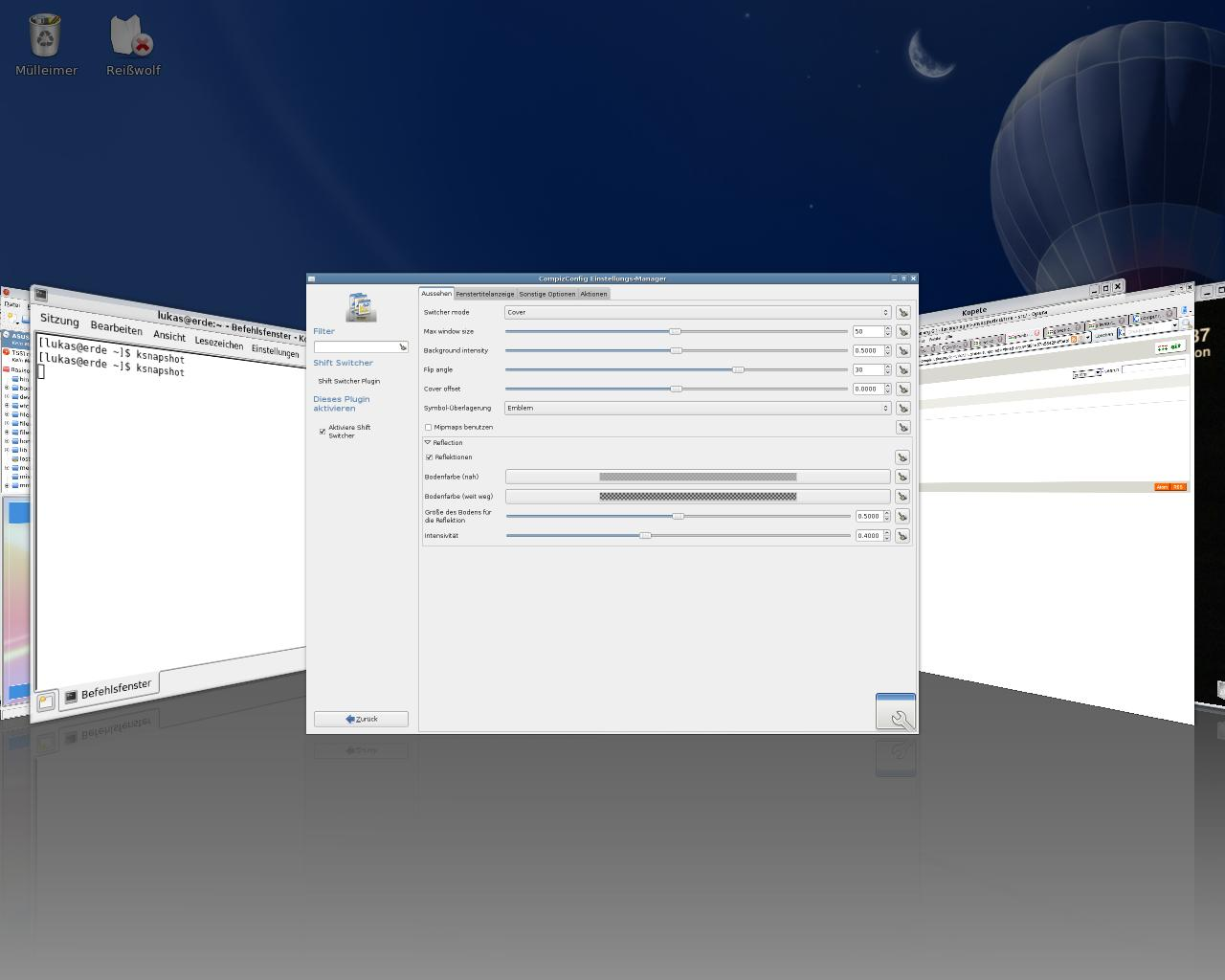
컴피즈 퓨전 (커버 스위처)
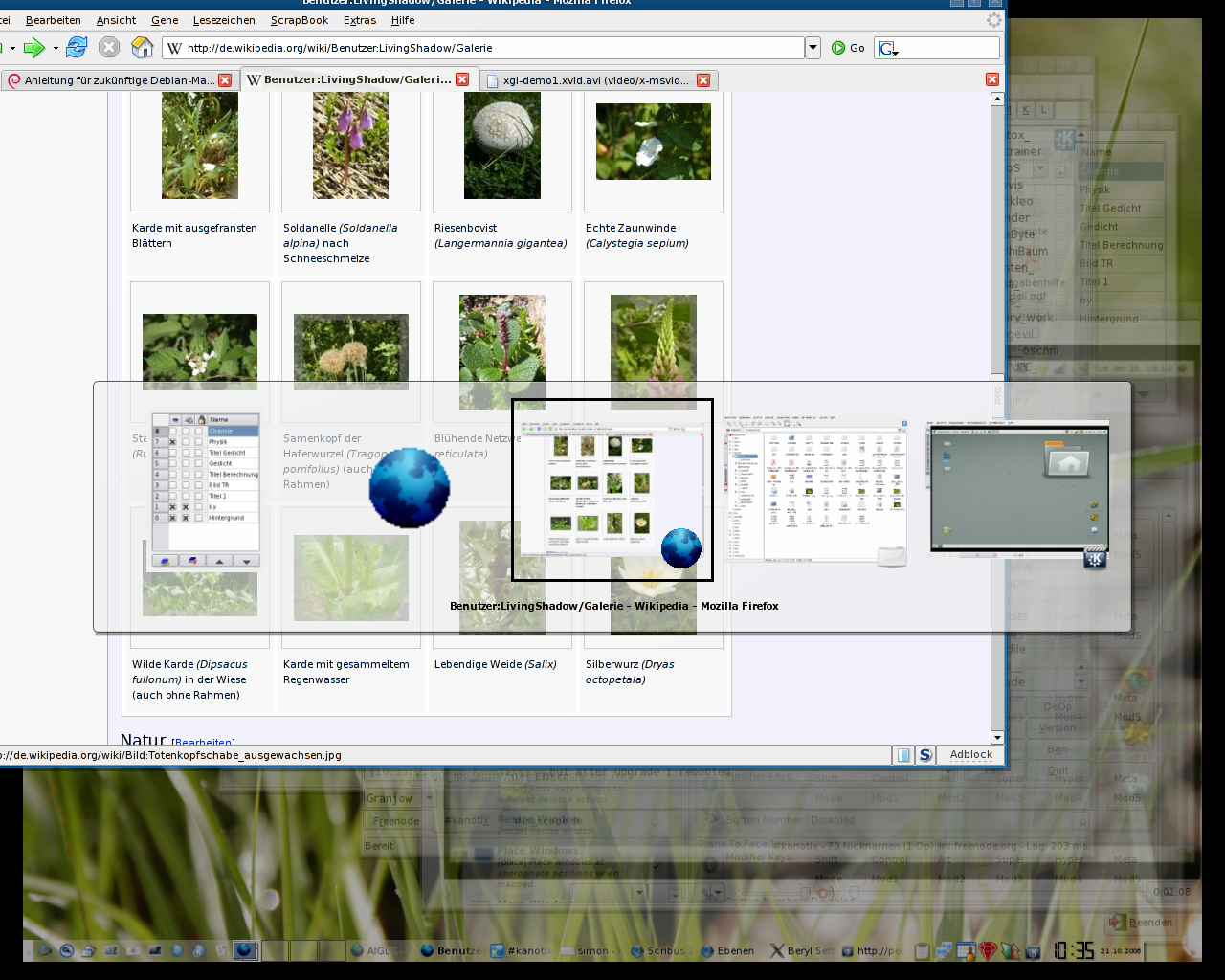
Beryl
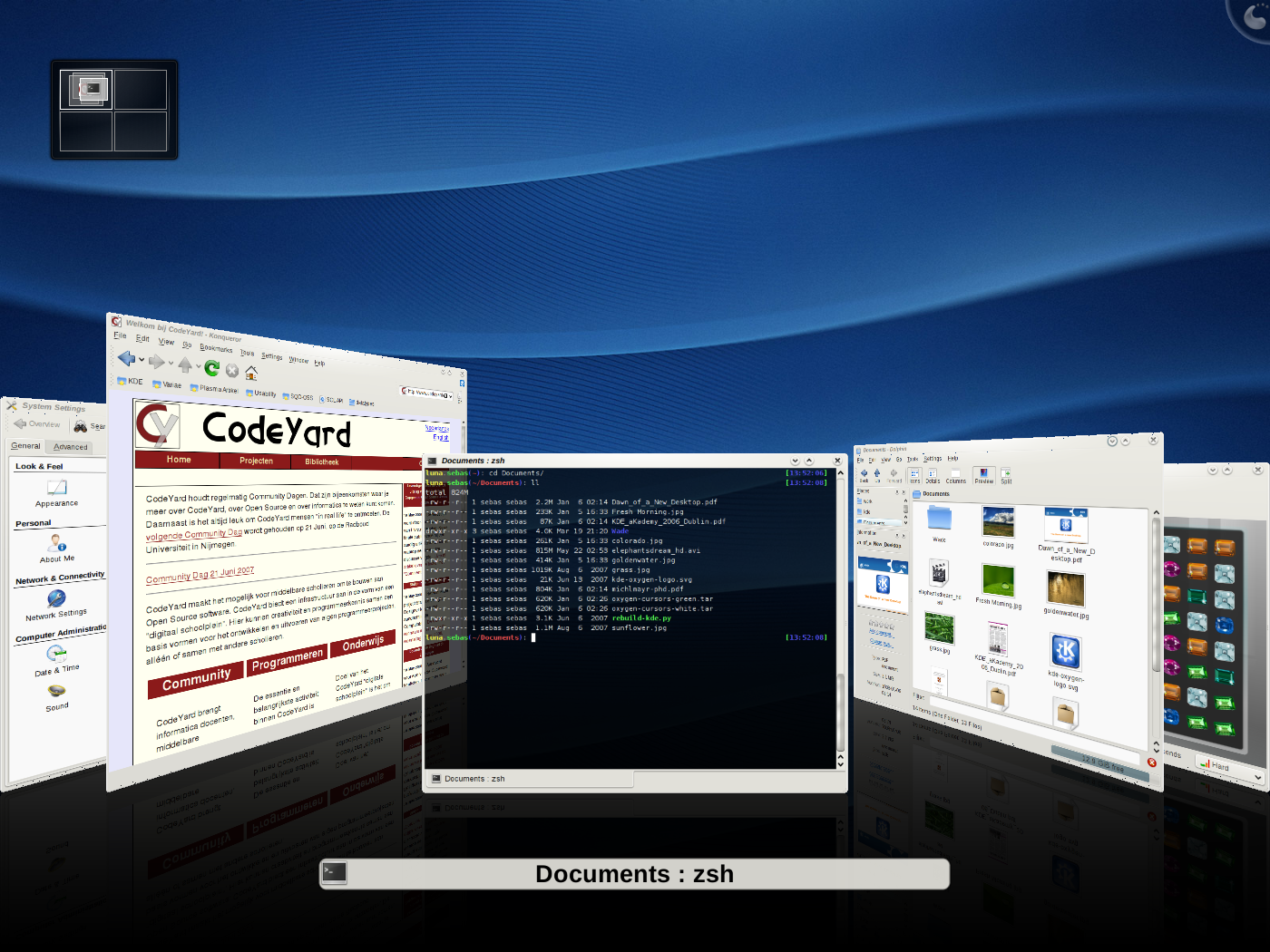
Kwin
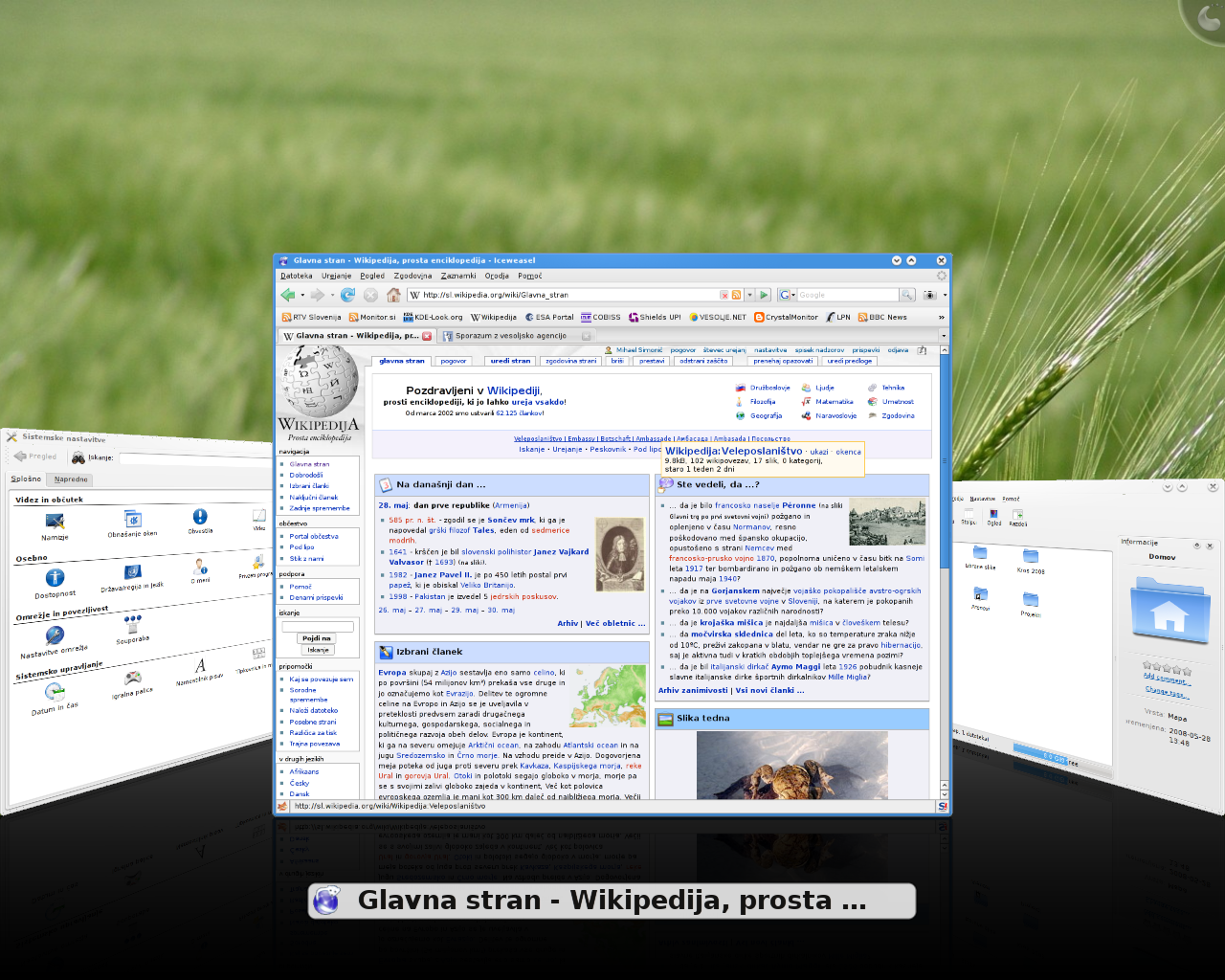
Kwin

## 같이 보기
- 작업 관리자
- MultiFinder